# 星球大战：前线 (2004年游戏)
《星際大戰 戰場前線》是建基於《星際大戰》系列，由Pandemic Studios開發並由LucasArts發行在PlayStation 2、Xbox、Microsoft Windows、Macintosh和Mobile phone平台的第一或第三人稱射擊遊戲，同時也是《星際大戰：戰場前線》系列的首部作品。遊戲於2004年9月21日發行。